# لوسيان هوبير
لوسيان هوبير (بالفرنسية: Lucien Hubert)‏ (و. 1906 – 1986 م) هو ممثل، من فرنسا، ولد في باريس، توفي في أنتيب، عن عمر يناهز 80 عاماً.

## وصلات خارجية
- لوسيان هوبير على موقع IMDb (الإنجليزية)
- لوسيان هوبير على موقع ألو سيني (الفرنسية)
- لوسيان هوبير على موقع أول موفي (الإنجليزية)
- لوسيان هوبير على موقع قاعدة بيانات الأفلام السويدية (السويدية)
- لوسيان هوبير على موقع قاعدة بيانات الفيلم (الإنجليزية)
- لوسيان هوبير على موقع كينوبويسك (الروسية)